# Umwelt aktuell
umwelt aktuell war eine umweltpolitische Monatszeitschrift. Sie entstand 2007 aus der Vorgängerpublikation punkt.um (seit 1999) durch ein Zusammengehen mit dem Deutschland-Rundbrief (seit 1983) und dem EU-Rundschreiben (seit 1992) des Deutschen Naturschutzrings. Die Zeitschrift punkt.um ging aus dem Rundbrief der 1980 gegründeten E.-F.-Schumacher-Gesellschaft für Politische Ökologie hervor.
umwelt aktuell war die einzige deutschsprachige Zeitschrift, die Nachrichten und Berichte über die deutsche und vor allem die – gesetzgeberisch maßgebliche – europäische Umweltpolitik als Hauptinhalt hatte. Die Leserschaft bildeten Umweltpolitiker, Fachjournalisten, staatliche Umweltschützer und Aktive in Umweltorganisationen.
Im Jahr 2019 teilte der herausgebende Verlag die Einstellung dieser Publikation mit.